# Acuerdos de Bretton Woods

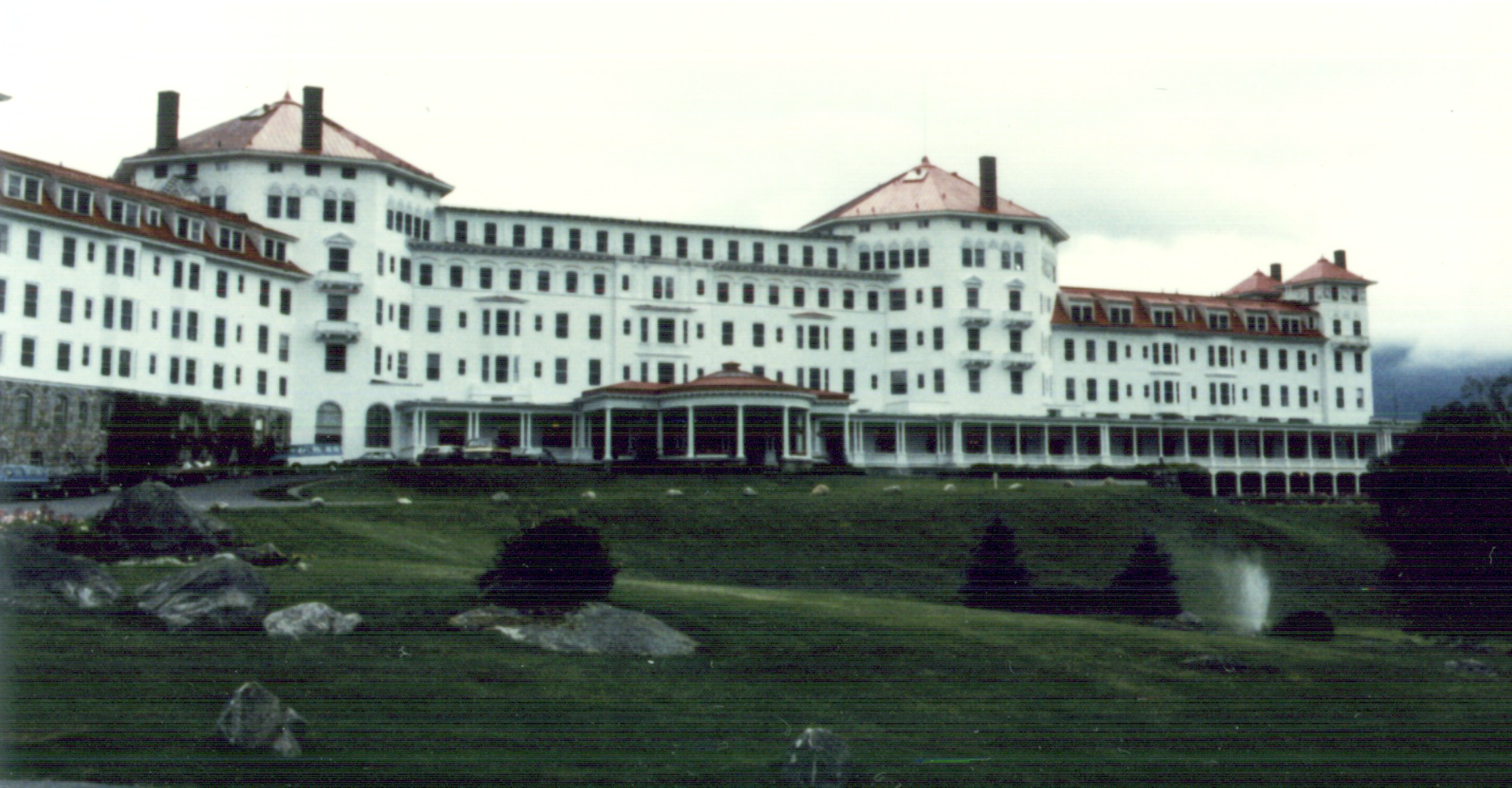
Hotel Mount Washington, en Bretton Woods, donde se realizó la histórica Conferencia de 1944.

Los Acuerdos de Bretton Woods son todas las resoluciones de la conferencia monetaria y financiera de las Naciones Unidas, realizada en la localidad de Bretton Woods (Nuevo Hampshire, Estados Unidos), entre el 1 y el 22 de julio de 1944, que estableció las políticas económicas mundiales que estuvieron vigentes hasta principios de la década de 1970.
Allí fue donde se establecieron las reglas para las relaciones comerciales y financieras entre los países más industrializados del mundo. Bretton Woods trató de poner fin al proteccionismo del período 1914-1945, que se inició con la Primera Guerra Mundial. Se consideraba que, para llegar a la paz, tenía que existir una política librecambista, donde se establecerían las relaciones con el exterior.
En los acuerdos, también se decidió la creación del Banco Mundial y del Fondo Monetario Internacional, usando el dólar estadounidense como moneda de referencia internacional. Ambas organizaciones empezaron a funcionar en 1946.

## Motivaciones

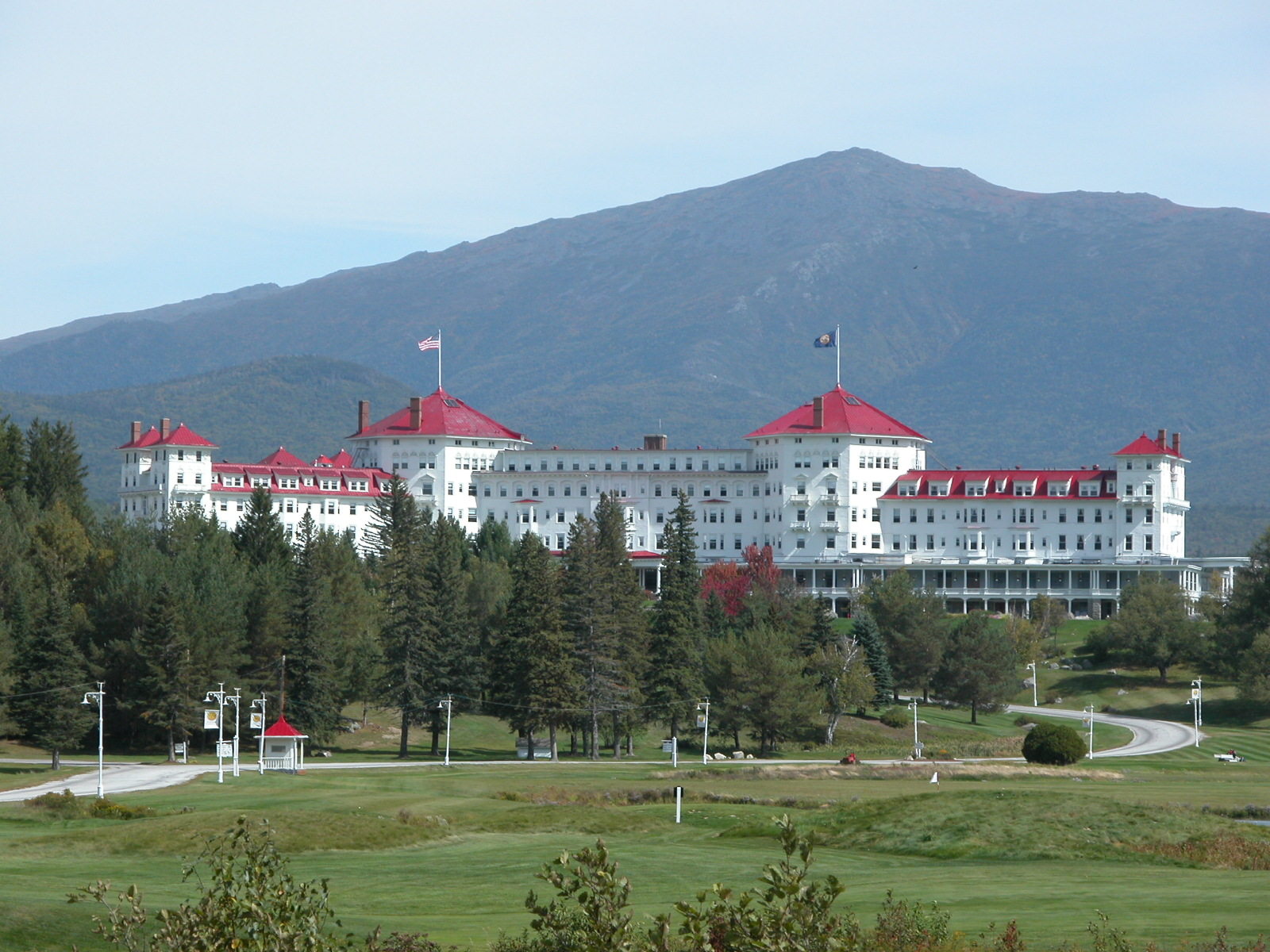
Mount Washington Hotel in New Hampshire/USA

Estados Unidos surgió de la Segunda Guerra Mundial como la economía más fuerte del mundo, viviendo un rápido crecimiento industrial y una fuerte acumulación de capital. Los Estados Unidos no habían sufrido las destrucciones de la Segunda Guerra Mundial, tenían una industria manufacturera poderosa y se enriquecieron vendiendo armas y prestando dinero a los otros combatientes; la producción industrial de los Estados Unidos en 1945 fue más del doble de la producción anual de los años entre 1935 y 1939. Además, por ese entonces en Estados Unidos se concentraba cerca del 50 % del PIB mundial con menos del 7 % de la población.
Estados Unidos, al ser la mayor potencia mundial y una de las naciones poco afectadas por la guerra, estaba en posición de ganar más que cualquier otro país con la liberalización del comercio mundial. Los Estados Unidos tendrían con esto un mercado mundial para sus exportaciones, y tendrían acceso sin restricciones a materias primas vitales. No hay que olvidar que a pesar de tener más oro, capacidad productora y poder militar que el resto de las naciones juntas, el capitalismo de Estados Unidos no podía sobrevivir sin mercados y aliados. William L. Clayton, el secretario de Estado para Asuntos Económicos, fue una de las distintas personalidades influyentes en Estados Unidos en darse cuenta de este punto: "Precisamos de grandes mercados por todo el mundo, donde comprar y vender". Este pensamiento es coherente con el del Plan Marshall para la reconstrucción europea, que se veía como un mercado natural.
Había previsiones de que la vuelta de la paz traería una depresión como la de los años 30 debido a la vuelta de los soldados al mercado de trabajo y el fin de la producción bélica así que el presidente Franklin D. Roosevelt vio en la creación de un orden de posguerra una manera de garantizar la prosperidad de Estados Unidos.

### La Carta del Atlántico
Durante la guerra, los Estados Unidos imaginaban un orden económico mundial para la posguerra en el que  pudiesen penetrar en mercados que previamente estaban cerrados, así como abrir nuevas oportunidades a las inversiones estadounidenses en el extranjero, eliminando las restricciones de flujo de capital internacional.
La Carta del Atlántico, esbozada en agosto de 1941 durante el encuentro del presidente Roosevelt con el primer ministro británico Winston Churchill en un navío en el Atlántico norte, fue el precursor más notable de la Conferencia de Bretton Woods. Roosevelt lanzó una serie de objetivos ambiciosos para el mundo de posguerra incluso antes que los Estados Unidos entrasen en la Segunda Guerra Mundial. Se trataba de evitar el descalabro económico producido en la época de entreguerras. La Carta del Atlántico afirmó el derecho de todas las naciones al igual acceso al comercio y a las materias primas, apeló también a la libertad de los mares (un objetivo principal de la política exterior estadounidense desde que Francia y el Reino Unido amenazaran a navíos estadounidenses en los años 1790), el desarme de los agresores y el "establecimiento de un amplio y permanente sistema de seguridad general."
Cuando la guerra se aproximaba al final, la Conferencia de Bretton Woods fue la culminación de dos años y medio de planes para la reconstrucción de posguerra por parte de los Tesoros de los Estados Unidos.

## Los participantes
La conferencia contó con la presencia de 44 naciones. En aquel entonces, la mayoría de las naciones del llamado Tercer Mundo aún eran colonias europeas por lo que no tuvieron representación propia. La mayoría de sus representantes eran de América Latina, y sus regímenes eran, por lo general, permeables a la influencia y el control de Washington. India todavía no había alcanzado la independencia plena y viajó a Bretton Woods como parte de la delegación británica. Los países del bloque comunista, conducido por la Unión Soviética, participaron de la conferencia, pero no ratificaron los acuerdos. China también participó de la conferencia, pero se retiró tras el triunfo de la revolución comunista en 1949. Alemania, Japón e Italia estaban a punto de ser derrotados en la Segunda Guerra Mundial. Las naciones de Europa occidental aún eran campo de batalla de la guerra y estaban desangradas. En esas condiciones Estados Unidos, que producía la mitad del carbón mundial, dos tercios del petróleo, más de la mitad de la electricidad e inmensas cantidades de barcos, coches, armamento, maquinaria, etc., iba a tener un considerable control sobre las decisiones finales de la conferencia, al punto que terminará imponiendo su diseño, derrotando la propuesta inglesa diseñada por John Maynard Keynes.

## Contenido
En los meses previos a Bretton Woods se habían debatido dos propuestas distintas, una apoyada por Estados Unidos y la otra por el Reino Unido. La británica fue elaborada por el economista John Maynard Keynes y la estadounidense por Harry Dexter White.

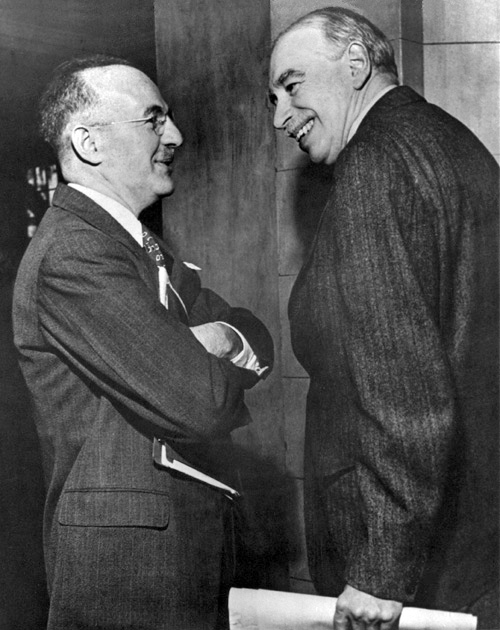
Harry D. White (izquierda) y John M. Keynes (derecha).

El plan Keynes se apoyaba en la creación de un órgano internacional de compensación, el International Clearing Union (ICU), que sería capaz de emitir una moneda internacional (Bancor) vinculada a las divisas fuertes y canjeable en moneda local por medio de un cambio fijo. A través de la ICU los países con excedentes financiarían a los países deficitarios, vía una transferencia de sus excedentes, de esta manera se tendría la ventaja de hacer crecer la demanda mundial y de evitar la deflación, lo que finalmente sería beneficioso para todos los países.
La clave de la propuesta británica era que los países acreedores y los deudores estarían obligados a mantener una balanza comercial equilibrada y, en caso de incumplimiento, a pagar intereses sobre la diferencia; de los Gobiernos dependerían las medidas para mantener una cuenta cero. El plan era totalmente democrático: los intereses comerciales más poderosos no podrían distorsionar la balanza comercial y los ciudadanos de un país cuyo sector productivo fuera fuerte, no perderían los resultados materiales de sus esfuerzos por causa de una exportación ininterrumpida de los productos que fabrican, pero Estados Unidos al final de la guerra poseía el 80 % de las reservas mundiales de oro y era un país fuertemente acreedor y no quería estar obligado a gastar su superávit comercial en los países deudores, por lo que este plan no convenía a sus intereses y aprovechando su mayor influencia política y la situación vulnerable de sus aliados británicos, necesitados de créditos estadounidenses para superar la guerra, presionó para que el plan británico fuera rechazado.
El grado de manejo de la Conferencia por Estados Unidos quedó claro en la determinación de las cuotas de los países miembros del Fondo Monetario Internacional. Este asunto ha sido y es central para el gobierno del Fondo, porque la cuota determina el poder de votación y control. 
Sobre un capital total de 8800 millones de dólares estadounidenses, a Estados Unidos le correspondería una cuota de 2740 millones (equivalente al 31,1 %), al Reino Unido 1300 millones (14,8 %), la Unión Soviética 1200 (13,6 %), China 550 (6,3 %) y Francia 450 (5,1 %), para los cinco primeros. Una vez asegurado el control de las cuotas, fue fácil para Estados Unidos establecer la sede del Banco Mundial y del Fondo Monetario Internacional en su territorio. Gran Bretaña pidió que al menos una de ellas se estableciera en Europa, pero no tuvo éxito. Keynes al ver la enorme influencia que iba a tener Estados Unidos en estas instituciones intentó en vano que los directores ejecutivos del Fondo fueran funcionarios de tiempo parcial subordinados a bancos centrales nacionales, de manera que muchas decisiones fueran ajenas al control estadounidense. 
El principal objetivo del sistema de Bretton Woods fue poner en marcha un Nuevo Orden Económico Internacional y dar estabilidad a las transacciones comerciales a través de un sistema monetario internacional, con tipo de cambio sólido y estable fundado en el dominio del dólar.
Para ello se adoptó un patrón oro, en el que Estados Unidos debía mantener el precio del oro en 35,00 dólares por onza y se le concedió la facultad de cambiar dólares por oro a ese precio sin restricciones ni limitaciones. Al mantenerse fijo el precio de una moneda (el dólar), los demás países deberían fijar el precio de sus monedas con relación a aquella, y de ser necesario, intervenir dentro de los mercados cambiarios con el fin de mantener los tipos de cambio dentro de una banda de fluctuación del 1 %. 
A partir de Bretton Woods, cuando los países tienen déficits en sus balanzas de pagos, deben financiarlos a través de las reservas internacionales o mediante el otorgamiento de préstamos que concede el Fondo Monetario Internacional (FMI). Para eso fue creado, para tener acceso a esos préstamos los países deben acordar sus políticas económicas con el FMI.
Se estableció que los préstamos que cada país solicitaba al FMI solo podían ser destinados a cubrir los déficits temporales de balanza de pagos, y se le daba a cada país deudor un plazo de pago de tres a cinco años (préstamos de mediano plazo). De ser necesaria cualquier asistencia a largo plazo, la misma debía ser solicitada al Banco Internacional de Reconstrucción y Fomento, la Asociación Internacional de Fomento o la Corporación Financiera Internacional.
En las reuniones de Bretton Woods se consideró también la necesidad de crear un tercer organismo económico mundial, que iba a denominarse Organización Internacional de Comercio. Finalmente no se constituyó porque Estados Unidos no llegó a manifestar el consentimiento al acuerdo. Para sustituir esa necesidad, en 1948 se firmó el Acuerdo General sobre Aranceles Aduaneros y Comercio (GATT), que posteriormente absorbió la Organización Mundial del Comercio (OMC).

## Ruptura
La quiebra del sistema acordado en Bretton Woods se produjo durante la guerra de Vietnam, cuando Estados Unidos imprimía y enviaba al exterior miles de millones de dólares para financiar la guerra. Además, en 1971 el país tuvo un déficit comercial por primera vez en el siglo XX.
Los países europeos comenzaron a cambiar los dólares sobrevalorados por marcos alemanes y por oro. Así, Francia y Gran Bretaña demandaron a Estados Unidos la conversión de sus excedentes de dólares en oro. Por tanto, las reservas de Fort Knox, donde está depositado el oro de Estados Unidos, se contrajeron.
Como respuesta, el presidente Richard Nixon instauró un shock económico que impidió las conversiones del dólar al oro y lo devaluó, para hacer que las exportaciones estadounidenses fuesen más baratas y aliviar el desequilibrio comercial. Asimismo, Nixon impuso un arancel temporal de 10 %, forzando a estos países a revalorizar su moneda.
Como consecuencia, las principales potencias económicas comenzaron a abandonar el patrón oro, y la economía mundial pasó a regirse por un sistema de tipos cambiarios fluctuantes.